# Discografia de Clairo
A discografia da cantora-compositora estadunidense Clairo compreende cinco álbuns de estúdios, dois extended plays (EPs), mais de 29 singles e sete vídeos musicais, com grande parte destes sendo produzidos durante o período de 2019 e 2021.
Iniciando sua carreira musical em 2011; aos 13 anos de idade; gravando e performando covers na região onde vivia, a artista foi bastante requisitada por comércios locais. Naquela mesma época, Claire Cottrill viu a ascensão de seu trabalho quando a MTV decidiu contatá-la pedindo autorização para o uso de uma das músicas gravadas pela cantora. Desde então, passou a publicar canções na Bandcamp, sob os nomes de Clairo e DJ Baby Benz.
Em 14 agosto de 2017, ela publicou um videoclipe para o single "Pretty Girl", que, posteriormente, no mesmo ano, se tornaria um viral, tendo atingido mais de 85 milhões de visualizações no YouTube até 21 de agosto de 2022.
Em 25 de maio de 2018, a Fader Label anunciou sua primeira gravação de estúdio, intitulada Diary 001. No mesmo mês, a cantora anunciou que entraria em turnê pela América do Norte. Em outubro de 2018, a cantora performou no Lollapalooza. E, mais tarde, em 2019, no festival californiano Coachella.
Em 24 de maio de 2019, a cantora lançaria o single "Bags", também anunciando o seu álbum de estréia, Immunity, que seria lançado em 2 de agosto de 2019. Posteriormente, Clairo lançaria mais dois singles "Closer to You" e "Sofia". O álbum adquiriu grande sucesso comercial, garantindo à artista os prêmios Pop Artist of the Year e Album of the Year, pelo 2019 Boston Music Awards.
Em 3 de junho de 2021, Clairo anunciou seu novo single, "Blouse" e que iria apresentá-lo no The Tonight Show Starring Jimmy Fallon, no mesmo mês. "Blouse" é o primeiro single da cantora desde 2019, quando lançou seu álbum de estréia, Immunity (2019), e também a primeira canção de seu novo álbum de estúdio — Sling (2021). O álbum foi anunciado junto com o lançamento de seu primeiro single e lançado em 16 de julho de 2021.

## Álbuns de estúdio
| Título                                                                                        | Detalhes | Pico de posições nos charts | Pico de posições nos charts | Pico de posições nos charts | Pico de posições nos charts | Pico de posições nos charts | Pico de posições nos charts | Pico de posições nos charts |
| Título                                                                                        | Detalhes | EUA                         | EUA Alt.                    | EUA Indie                   | Eua Rock                    | AUS                         | CAN                         | UK                          |
| --------------------------------------------------------------------------------------------- | --- | --------------------------- | --------------------------- | --------------------------- | --------------------------- | --------------------------- | --------------------------- | --------------------------- |
| Immunity                                                                                      | - Lancamento: 2 de agosto de 2019 - Gravadora: Fader - Formatos: CD, download digital, streaming e vinil                                           | 51                          | 4                           | 3                           | 9                           | 73                          | 79                          | —                           |
| Sling                                                                                         | - Lançamento: 16 de julho de 2021 - Gravadora: Fader, Polydor e Republic - Formatos: CD, disco de vinil, fita cassete, download digital, streaming | 17                          | 1                           | —                           | 2                           | 88                          | 65                          | 73                          |
| "—" indica que a gravação não foi incluída nas paradas ou não foi distribuída naquela região. | |                             |                             |                             |                             |                             |                             |                             |

## EPs
| Título    | Detalhes                                                                                     |
| --------- | -------------------------------------------------------------------------------------------- |
| Diary 001 | - Lançamento: 25 de maio de 2018 - Gravadora: Fader - Formatos: Download digital e streaming |

### EPs ao vivo
| Título                | Detalhe do álbum                                                                                        |
| --------------------- | --- |
| Live at Electric Lady | - Lançamento: 12 de maio de 2023 - Gravadora: Fader e Republic - Formatos: Download digital e streaming |

## Singles

### Como Claire Cottrill
- "Do U Wanna Fall in Love?" (2014)
- "Love Songs 4 the Heartbroken" (2015)
- "Sweet" (2015)
- "Have a Nice Day" (2015)
- "Late Show" (2015)
- "Aquarius Boy" (2015)
- "Claire Cottrill" (2015)
- "Metal Heart" (2015)
- "Moth Girl" (2015)
- "Growing" (2015)
- "Creased Laundry" (2016)
- "Brains a Bus Station" (2016)
- "Keel Her Split" (2016)

### Como Clairo
| Título                                                                                        | Ano  | Pico de posições nos charts | Pico de posições nos charts | Pico de posições nos charts | Pico de posições nos charts | Pico de posições nos charts | Pico de posições nos charts | Pico de posições nos charts | Pico de posições nos charts | Pico de posições nos charts | Pico de posições nos charts | Certificações      | Álbum             |
| Título                                                                                        | Ano  | EUA                         | EUA Elec.                   | EUA Rock                    | AUS                         | BEL (FL)                    | BEL (WA)                    | CAN                         | IRL                         | NZ Hot                      | UK                          | Certificações      | Álbum             |
| --------------------------------------------------------------------------------------------- | ---- | --------------------------- | --------------------------- | --------------------------- | --------------------------- | --------------------------- | --------------------------- | --------------------------- | --------------------------- | --------------------------- | --------------------------- | ------------------ | ----------------- |
| "Get with U"                                                                                  | 2017 | —                           | —                           | —                           | —                           | —                           | —                           | —                           | —                           | —                           | —                           |                    | Sem álbum         |
| "2 Hold U"                                                                                    | 2017 | —                           | —                           | —                           | —                           | —                           | —                           | —                           | —                           | —                           | —                           |                    | Sem álbum         |
| "Flaming Hot Cheetos"                                                                         | 2017 | —                           | —                           | —                           | —                           | —                           | —                           | —                           | —                           | —                           | —                           | - RIAA: 1× Ouro    | Diary 001         |
| "Pretty Girl"                                                                                 | 2017 | —                           | —                           | —                           | —                           | —                           | —                           | —                           | —                           | —                           | —                           | - RIAA: 1× Platina | Diary 001         |
| "4Ever"                                                                                       | 2018 | —                           | —                           | —                           | —                           | —                           | —                           | —                           | —                           | —                           | —                           | - RIAA: 1× Ouro    | Diary 001         |
| "Better" (com SG Lewis)                                                                       | 2018 | —                           | 31                          | —                           | —                           | —                           | —                           | —                           | —                           | —                           | —                           |                    | Sem álbum         |
| "Drown" (com Cuco)                                                                            | 2018 | —                           | —                           | —                           | —                           | —                           | —                           | —                           | —                           | —                           | —                           |                    | Sem álbum         |
| "Heaven"                                                                                      | 2018 | —                           | —                           | —                           | —                           | —                           | —                           | —                           | —                           | —                           | —                           |                    | Skate Kitchen OST |
| "Sis"                                                                                         | 2019 | —                           | —                           | —                           | —                           | —                           | —                           | —                           | —                           | —                           | —                           |                    | Sem álbum         |
| "Bubble Gum"                                                                                  | 2019 | —                           | —                           | —                           | —                           | —                           | —                           | —                           | —                           | —                           | —                           |                    | Sem álbum         |
| "Throwaway" (com SG Lewis)                                                                    | 2019 | —                           | 45                          | —                           | —                           | —                           | —                           | —                           | —                           | —                           | —                           |                    | Dawn EP           |
| "Bags"                                                                                        | 2019 | —                           | —                           | 35                          | —                           | —                           | 46                          | —                           | —                           | 35                          | —                           |                    | Immunity          |
| "Closer to You"                                                                               | 2019 | —                           | —                           | —                           | —                           | —                           | —                           | —                           | —                           | —                           | —                           |                    | Immunity          |
| "Sofia"                                                                                       | 2019 | 98                          | —                           | 8                           | 99                          | 45                          | —                           | 85                          | 45                          | 36                          | 75                          | - RIAA: 1× Platina | Immunity          |
| "I Don't Think I Can Do This Again" (com Mura Masa)                                           | 2019 | —                           | —                           | —                           | —                           | —                           | —                           | —                           | —                           | —                           | —                           |                    | R.Y.C.            |
| "Blouse"                                                                                      | 2021 | —                           | —                           | —                           | —                           | —                           | —                           | —                           | —                           | —                           | —                           |                    | Sling             |
| "—" indica que a gravação não foi incluída nas paradas ou não foi distribuída naquela região. |      |                             |                             |                             |                             |                             |                             |                             |                             |                             |                             |                    |                   |

### Como artista convidada
| "Thinking Abt U" (Noah Burke com Claire Cottrill)                                             | 2015 | —  | —  | —  | —  | —  | —  | —  |                                     | Sem álbum       |
| "Queen" (PHF com Clairo)                                                                      | 2016 | —  | —  | —  | —  | —  | —  | —  |                                     | 9MM             |
| "How Was Your Day?" (Mellow Fellow com Clairo)                                                | 2017 | —  | —  | —  | —  | —  | —  | —  |                                     | Jazzie Robinson |
| "Girl" (Brennan Henderson com Clairo)                                                         | 2017 | —  | —  | —  | —  | —  | —  | —  |                                     | Never Been Cool |
| "You Might Be Sleeping" (Jakob Ogawa com Clairo)                                              | 2017 | —  | —  | —  | —  | —  | —  | —  |                                     | Bedroom Tapes   |
| "Froyo" (.hans. com Clairo)                                                                   | 2017 | —  | —  | —  | —  | —  | —  | —  |                                     | Sem álbum       |
| "Midnight" (Maxwell Young com Clairo)                                                         | 2018 | —  | —  | —  | —  | —  | —  | —  |                                     | Daydreamer      |
| "Conducta" (Osquello com Nofunbuster e Clairo)                                                | 2018 | —  | —  | —  | —  | —  | —  | —  |                                     | Sem álbum       |
| "Blue Angel" (Danny L Harle com Clairo)                                                       | 2018 | —  | —  | —  | —  | —  | —  | —  |                                     | Sem álbum       |
| "Where Do We Go from Here?" (Matt & Kim com Clairo, Kevin Morby e Fletcher C. Johnson)        | 2018 | —  | —  | —  | —  | —  | —  | —  |                                     | Almost Everyday |
| "Sum1 Else" (forgetmenot com Clairo)                                                          | 2018 | —  | —  | —  | —  | —  | —  | —  |                                     | Sem álbum       |
| "Are You Bored Yet?" (Wallows com Clairo)                                                     | 2019 | 12 | 10 | 10 | 16 | 59 | —  | 65 | - RIAA: 1× Platina - MC: 1× Platina | Nothing Happens |
| "February 2017" (Charli XCX com Clairo e Yaeji)                                               | 2019 | —  | —  | —  | —  | —  | 40 | —  |                                     | Charli          |
| "Racecar" (Deaton Chris Anthony com Clairo, Coco e Clair Clair)                               | 2019 | —  | —  | —  | —  | —  | —  | —  |                                     | BO Y            |
| "After Midnight" (Phoenix com Clairo)                                                         | 2023 | —  | —  | —  | —  | —  | —  | —  |                                     | Sem álbum       |
| "Glue Song" (beabadoobee com Clairo)                                                          | 2023 | —  | —  | —  | —  | —  | —  | —  |                                     | Sem álbum       |
| "—" indica que a gravação não foi incluída nas paradas ou não foi distribuída naquela região. |      |    |    |    |    |    |    |    |                                     |                 |